# فینال لیگ قهرمانان آسیا ۲۰۱۵
فینال لیگ قهرمانان آسیا ۲۰۱۵ مسابقه فینال سی و چهارمین دوره رقابت‌های باشگاهی آسیا و سیزدهمین دوره با نام لیگ قهرمانان آسیا بود که در سال ۲۰۱۵ برگزار شد و گوانگ‌ژو با برتری برابر الاهلی امارات به مقام قهرمانی دست یافت.

## مسابقه
| تیم ۱            | نتیجه نهایی | تیم ۲  | بازی رفت | بازی برگشت |
| ---------------- | ----------- | ------ | -------- | ---------- |
| گوانگ‌ژو اورگراند | ۱–۰         | الاهلی | ۰–۰      | ۱–۰        |